# Непальсько-пакистанські відносини
Непальсько-пакистанські відносини — двосторонні дипломатичні відносини між Непалом і Пакистаном.

## Історія
У 1947 після розділу Британської Індії Непал встановив дипломатичні відносини з Індійським Союзом, але не став встановлювати дипломатичні відносини з Домініоном Пакистан.
У 1950 Непал підписав Договір про мир і дружбу з Індією, створивши базу для налагодження широких відносин економічного, стратегічного і оборонного характеру. Таким чином, Непал дистанціювався від Пакистану, який знаходився в конфлікті з Індією  . Однак, потім невдоволення Непалу зростанням індійського впливу в країні, спонукало уряд цієї країни почати розвивати відносини з Китайською Народною Республікою і Пакистаном  .
29 березня 1960 встановлено дипломатичні відносини між Непалом і Пакистаном.
У 1972 країни розірвали відносини, після визнання Непалом незалежності Бангладеш, але потім були відновлені.
У 1962 Непал відкрив посольство в Пакистані, а в 1975 відкрито почесне непалське консульство в Карачі.

## Дипломатичні відносини
У 1963 країни обмінялися послами, після того як президент Пакистану Мухаммед Айюб Хан зробив перший в історії офіційний візит в Непал. Під час візиту лідери обох країн підписали угоду про створення режиму найбільшого сприяння в торгівлі. У 1963 році Пакистан і Непал дійшли згоди прибрати тарифи при торгових операціях, а також до поставки транспортних засобів в Непал через порт Читтагонг в Східному Пакистані (нині Бангладеш) і встановленню повітряного сполучення. Ці домовленості знизили економічну залежність Непалу від Індії. Хоча Непал офіційно підтримував нейтралітет під час Індо-пакистанської війни 1971, він став одним з перших держав, які визнали незалежність Бангладеш. У відповідь на цей недружній крок, Ісламабад розірвав дипломатичні відносини з Катманду. 

### Підтримка Пакистаном демократичних перетворень в Непалі
У політичному сенсі Непал і Пакистан залишалися добрими друзями протягом десятиліть. Пакистан висловлював підтримку демократичних змін в Непалі і руху Джана Андолан 2006. Пакистан привітав відновлення діяльності парламенту Непалу і висловив надію, що ця подія відкриє епоху тривалого миру і процвітання в Непалі. При цьому, Пакистан заявляв про свою підтримку суверенітету, територіальної цілісності і мирного розвитку Непалу. 

### Саміт СААРК
19-й саміт Асоціації регіонального співробітництва Південної Азії (СААРК) планувався до проведення в Ісламабаді 15-16 листопада 2016 року. Однак, в індійському місті Урі стався терористичний акт, тому Індія оголосила про свій бойкот саміту, заявивши, що уряд Пакистану стоїть за цією атакою в Кашмірі. Непал був головою Асоціації регіонального співробітництва Південної Азії і настійно закликав до того, щоб всі країни-учасниці СААРК взяли участь в саміті відповідно до положень статуту організації. Однак, саміт в результаті виявився зірваний і прем'єр-міністр Непалу Шер Бахадур Деуба заявив, що готовий підтримати заявку Пакистану на проведення наступного саміту в Пакистані. 

## Економічні відносини
19 жовтня 1962 року країни підписали торговельну угоду з метою активізації економічного співробітництва. У 1982 році було підписано ще одну угоду, проте обсяг товарообігу між країнами залишився порівняно невеликим, на рівні 4,8 млн. доларів США, з цієї суми експорт Пакистану в Непал склав 1,631 млн. доларів США, а експорт Непалу в Пакистан 3,166 млн. доларів США. В останні роки країни активізували зусилля з розвитку двосторонньої торгівлі, особливо в області текстилю, олійних культур, видобутку нафти і туризму. Пакистан також запропонував відкрити кредитну лінію для Непалу в розмірі 5 млн. доларів США. Між країнами підписано Угоду про вільну торгівлю в Південній Азії і вони є членами південноазійського економічного союзу . 

## Освіта
Пакистан, в рамках Програми технічної допомоги, щорічно надає стипендії для громадян Непалу в області медицини, фармацевтики та технічних спеціальностей. У Пакистані пройшли навчання понад 500 000 непальських студентів, які отримували знання в області медицини, інженерії, фармацевтики, інформаційних технологій, соціальних наук, державного управління та масових комунікацій. Пакистан надає довгострокову і короткострокову підготовку урядовцям Непалу. Пакистан щорічно надає 15 бюджетних місць зі стипендією непальським студентам в рамках Програми технічної допомоги. Крім того, деякі непальські студенти навчаються в Пакистані в області гуманітарного та ділового адміністрування, на платній основі. Пакистан також організовує курси підготовки для офіцерів збройних сил Непалу. 

## Допомога жертвам стихійних лих
У квітні 2015 року в Непалі стався руйнівний землетрус і уряд Пакистану негайно направив допомогу цій країні. Пакистан направив рятувальні бригади, продовольство, воду, намети і надав іншу допомогу. Пакистан взяв участь у Міжнародній конференції з відновлення Непалу і заявив про готовність продовжити допомагати цій країні. У 2017 році уряд Пакистану надав Катманду 1 млн. доларів США в якості допомоги жертвам повеней і зсувів. 

## Військове співробітництво
В останні роки країни почали розвивати військове співробітництво і Непал став імпортувати зброю з Пакистану. З 2004 року уряд Непалу потрапив в немилість з боку Індії, Великої Британії та Сполучених Штатів Америки за придушення демократії, і непальська монархія почала розвивати співпрацю з Китаєм і Пакистаном, які запропонували військову підтримку, зброю і техніку для боротьби з маоїстським заколотом . 

## Туризм
У лютому 2009 року Непал і Пакистан підписали угоду про співпрацю в галузі туризму. Угода передбачає співпрацю країн в галузі туризму та археології, створення туристичних організацій і туроператорів, взаємний обмін туристичною інформацією, матеріалами та досвідом, виробництво фільмів і відеокасет, пов'язаних з туризмом та співробітництво для інвестицій . Кожного року, близько 5000 туристів з Пакистану відвідують Непал. 